# Contea di Unicoi
La contea di Unicoi in inglese Unicoi County è una contea dello Stato del Tennessee, negli Stati Uniti. La popolazione al censimento del 2000 era di 17 667 abitanti. Il capoluogo di contea è Erwin.